# Louis Robbe

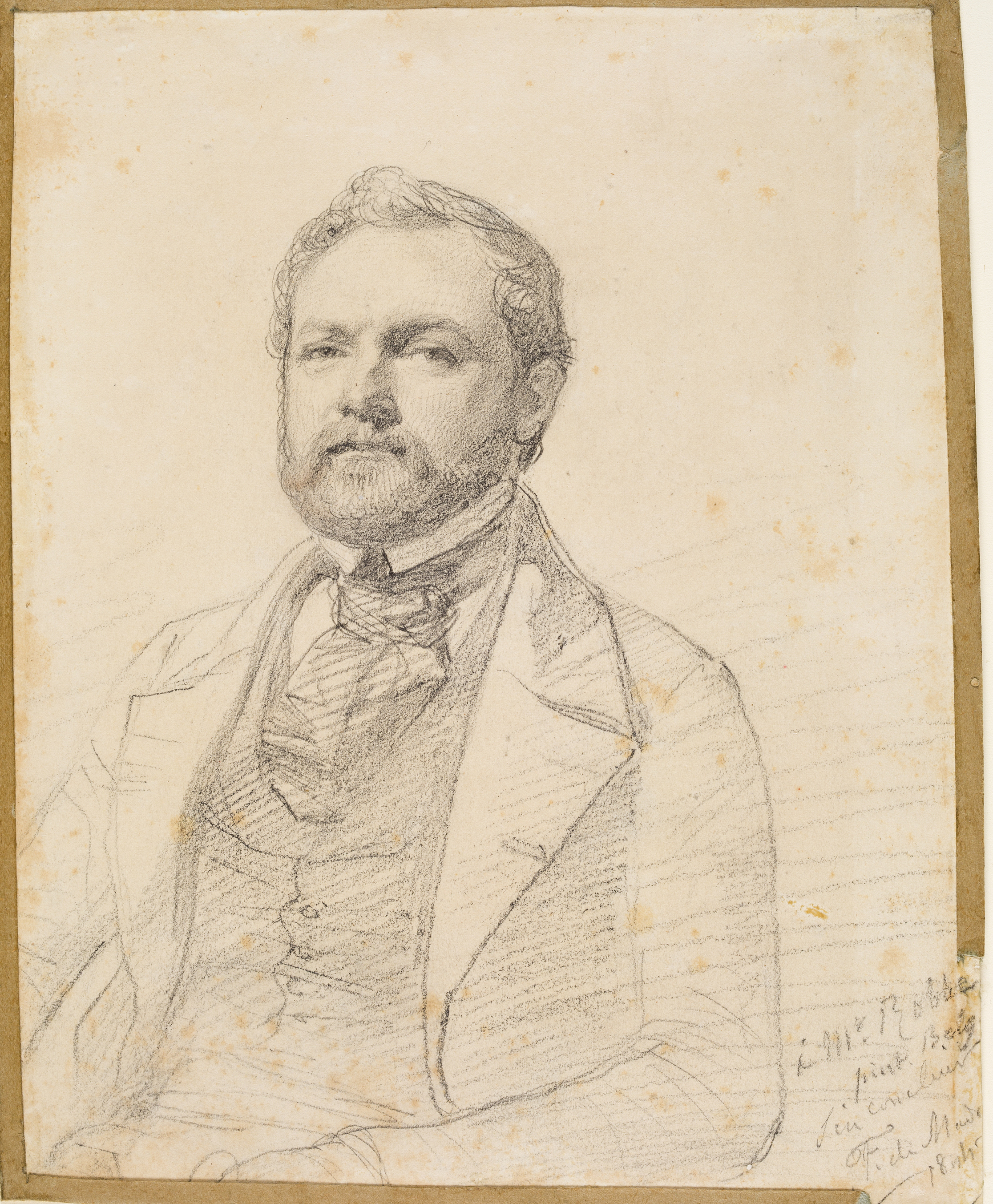
Louis Robbe, by Federico Madrazo (1844).

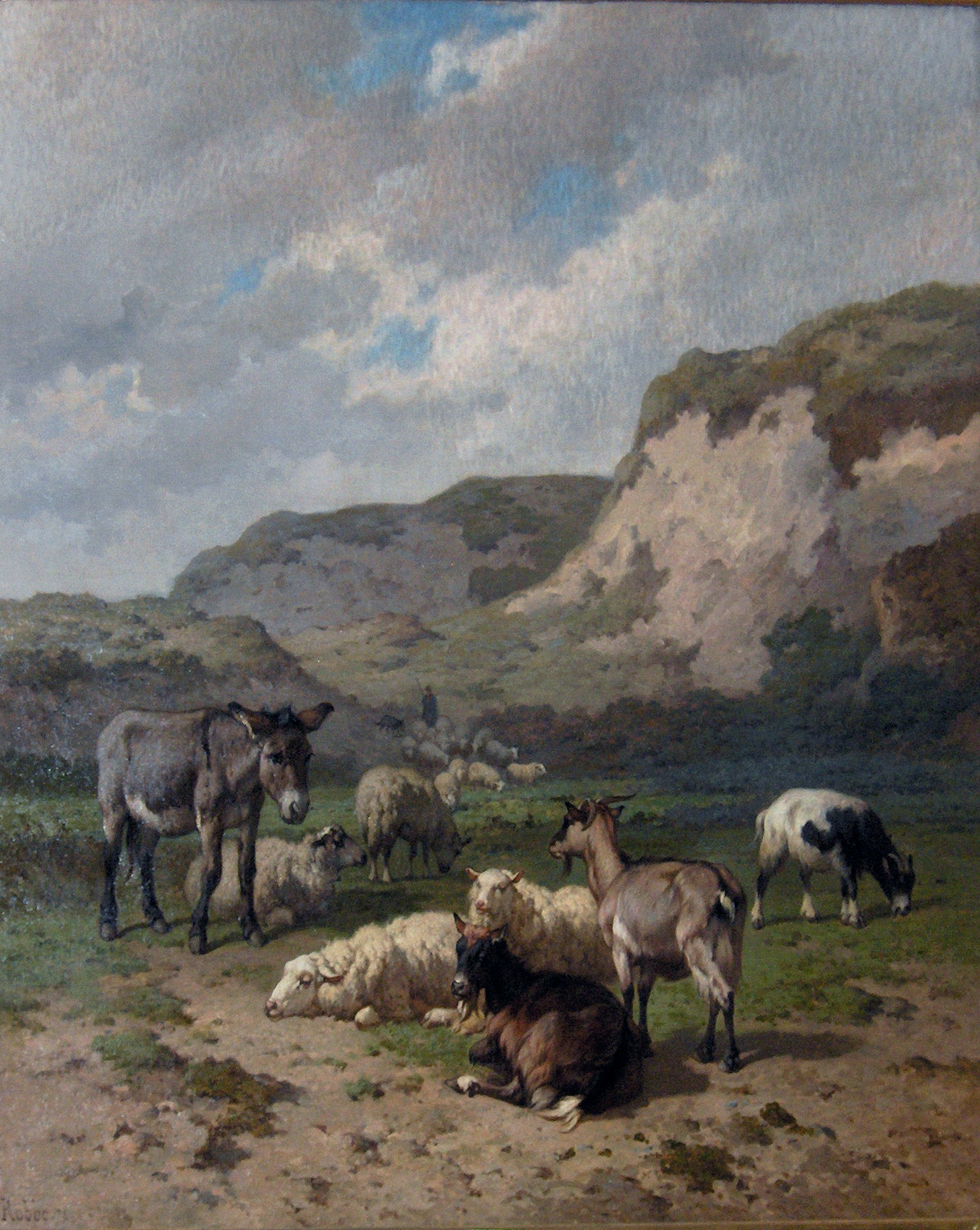
Landschap met herder, schapen, geiten en ezeltje (1878)
privécollectie

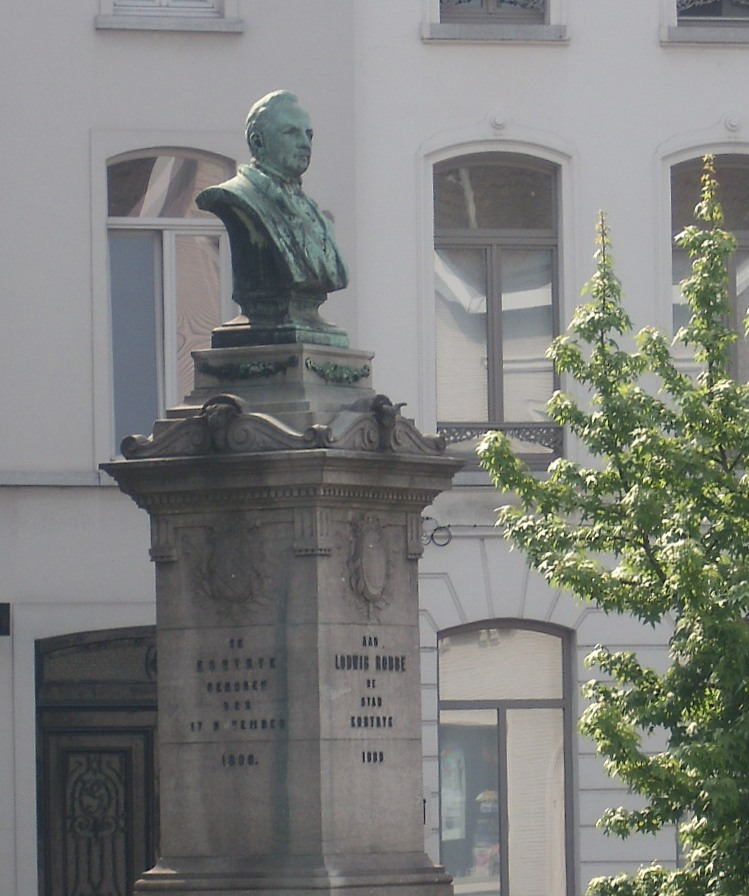
Borstbeeld van Louis Robbe op het Louis Robbeplein te Kortrijk

Louis Marie Dominique Romain Robbe (Kortrijk, 17 november 1806 – Brussel, 1887) was een schilder, aquarellist en graveur van voornamelijk dierentaferelen. In de Stationswijk-Noord te Kortrijk werd het Louis Robbeplein naar hem vernoemd. Op dit plein staat tevens een borstbeeld van de kunstschilder.

## Geboorte, huwelijk en overlijden
Louis was de oudste zoon van Dominique Robbe en Rosalie Ovyn.
Zijn vader werkte als pleitbezorger ("avoué") bij de rechtbank van eerste aanleg te Kortrijk.
Hij studeerde rechten in Gent en behaalde in 1830 het diploma van doctor in de rechten.
Hij was gedurende een 4-tal jaar vrederechter van het kanton Moorsele, waarna hij zich (in opvolging van zijn vader, die in 1835 overleed) bij de balie te Kortrijk liet inschrijven.
In 1831 trad hij in Brussel in het huwelijk met Adela Urqullu (overleden 1844), die van Spaanse adel was. Louis en Adela kregen twee kinderen: Maria (geboren in 1833) en Lodewijk (1838-1856). In 1840 verhuisde het gezin naar Brussel en werd Louis adviseur en jurist bij het Ministerie van Financiën.
In 1871 werd Robbe benoemd tot Ridder in het Legioen van Eer. Na diens overlijden in 1887 is zijn dochter Maria ingetreden bij de Zusters Apostolinnen in Brussel.

## Loopbaan
Hij was de oudste broer en tevens leraar van Henri Robbe (1807-1899), die eveneens een zekere bekendheid verwierf, als schilder van bloemen en fruit. Hij kreeg zijn eerste tekenlessen tijdens zijn humaniora bij J. Van de Wiele. Zelf volgde hij lessen aan de academie van Kortrijk bij de landschapschilder Jan Baptiste de Jonghe (1785-1844).
Daarnaast behaalde hij in 1830 het diploma van doctor in de rechten aan de universiteit van Gent. Hij werkte korte tijd als advocaat en werd in 1840 ambtenaar op het Ministerie van Financiën in Brussel. Hij verhuisde in 1849 definitief naar Brussel.
Het is pas in 1833, dat hij zich volledig overgaf aan de schilderkunst en het voorbeeld navolgde van de Jan-Baptiste De Jonghe en de dierenschilder Eugène Verboeckhoven. Ook de Franse dierenschilder Jacques Raymond Brascassat (1804-1867) had een grote invloed op hem.
Louis Robbe heeft een grote invloed gehad op de schilderkunst in België doordat hij het realisme introduceerde in de dierenschilderkunst. Hij beïnvloedde tal van Kortrijkse dierenschilders zoals Edward Woutermaertens (1819–1897), Joost-Vincent De Vos (1829–1875), Valère Verheust (1841–1881),Louis-Pierre Verwee (1804–1877) (en later op diens zoon Alfred Verwee) en Edmond De Pratere (1826–1888). Hij gaf vanaf 1862 ook advies aan de landschilderes Euphrosine Beernaert. Door zijn toedoen begon Euphrosine Beernaert te werken in de vrije natuur om landschappen en dieren op een realistische wijze weer te geven. Hij gaf ook privélessen aan de dierenschilder Joseph Stevens, waardoor diens werken veranderen van een romantische stijl in een realistischer stijl, een voorafbeelding van het Belgisch naturalisme.
Robbe werd in Brussel een der eerste vrienden van Willem Roelofs en ze begonnen samen te werken vanaf 1849. Dit leidde tot het schilderij "Een gezigt te Presles, bij Chatelineaux in de provincie Namen" die zij tentoonstelden in Den Haag. Dit schilderij kreeg echter geen te beste kritieken. Ze werkten opnieuw samen in 1854 toen Robbe, op bestelling van de regering, een schilderij maakte "Landschap met dieren. Een plek in de Kempen". Ook Charles Degroux hielp mee met dit schilderij en schilderde de twee menselijke figuren.
In 1835 hield Robbe zijn eerste grote tentoonstelling in Gent. Hij werd vaak gelauwerd op de vele tentoonstellingen waaraan hij deelnam.
Veel van zijn werken bevinden zich nog in privé-bezit, ook in het buitenland. Maar ze worden eveneens tentoongesteld in tal van musea : Aarlen, Antwerpen, Brugge, Brussel, Doornik, Gent, Kortrijk (Broelmuseum), Luik, Mechelen, Sint-Niklaas, Rijsel, Moskou, Cincinnati en Washington.
In Kortrijk staat een borstbeeld van Louis Robbe op het naar hem genoemde Louis Robbeplein (in de volksmond "Robbeplein").